# Praktik (Škoda)
Praktik ist die Bezeichnung für die Lieferwagen-Varianten verschiedener Škoda-Modelle. Die Nutzfahrzeuge basieren auf Pkw, haben aber eine Lkw-Zulassung. Der Laderaum ist durch eine fest eingebaute Trennwand von den Vordersitzen getrennt. Als weitere Nutzfahrzeugvarianten wurden bei Škoda auf Basis der Pkw-Modelle der Pick-up, sowohl mit offenen Ladefläche als auch mit Kastenaufbau, und der Van-Plus (Kombi mit Kastenanbau) produziert, dieser wurde 2001 aufgegeben.
Der erste Praktik-Lieferwagen beruhte auf dem Škoda Forman, es folgten Praktik-Varianten auf Basis des Škoda Fabia I, Škoda Octavia I, Škoda Octavia II und des Škoda Roomster. Der Lieferwagen auf Grundlage des letztgenannten Hochdachkombis wurde als Škoda Praktik vermarktet. Die Nutzfahrzeugvariante des Octavia war nur in Österreich erwerbbar.
In Österreich sind die Praktik-Modelle Normverbrauchsabgabe-frei. Durch den Wegfall dieser Sondersteuer sind die Praktik-Modelle in Österreich günstiger als ihre entsprechenden Pkw-Varianten.

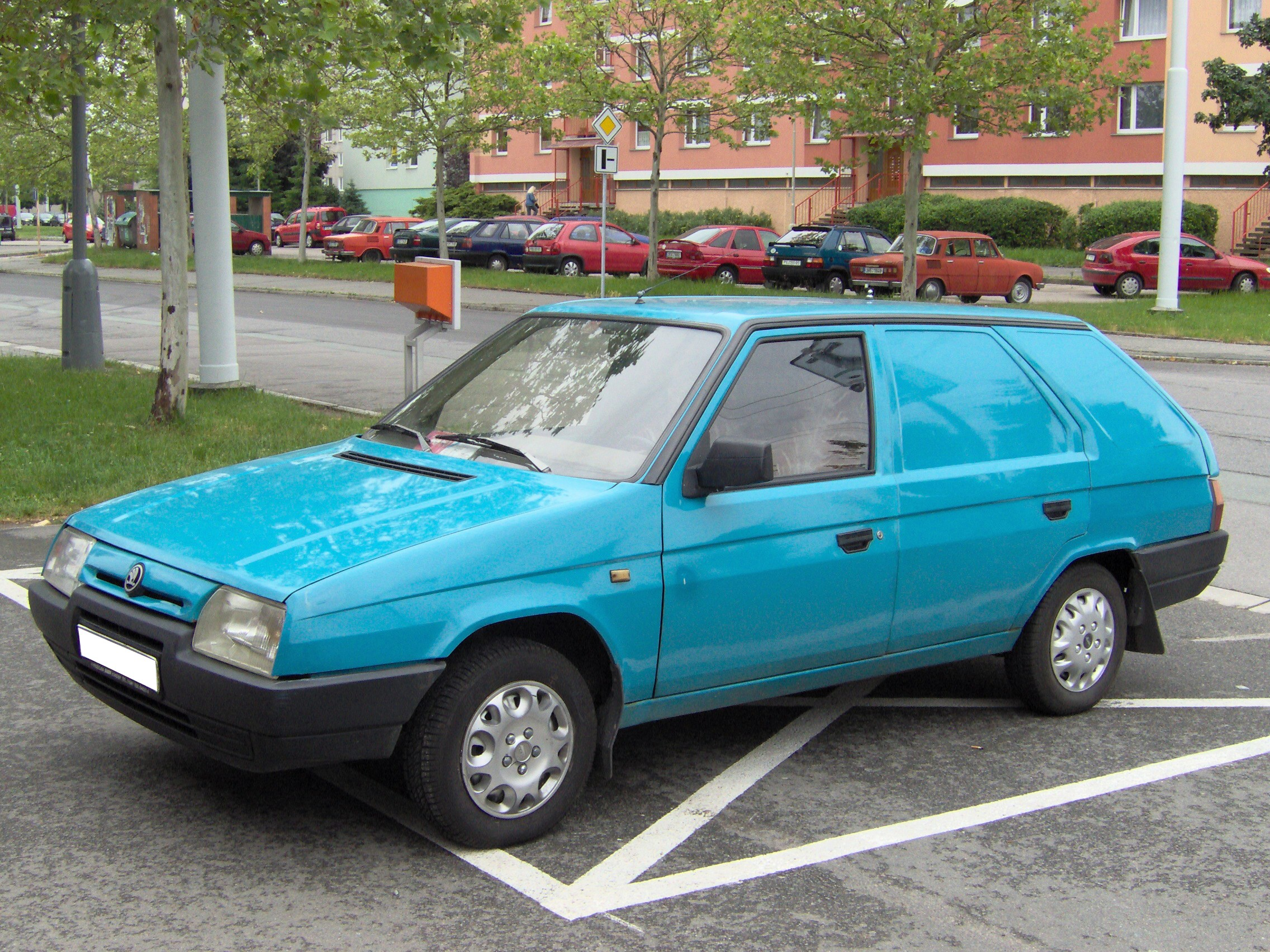
Škoda Forman Praktik
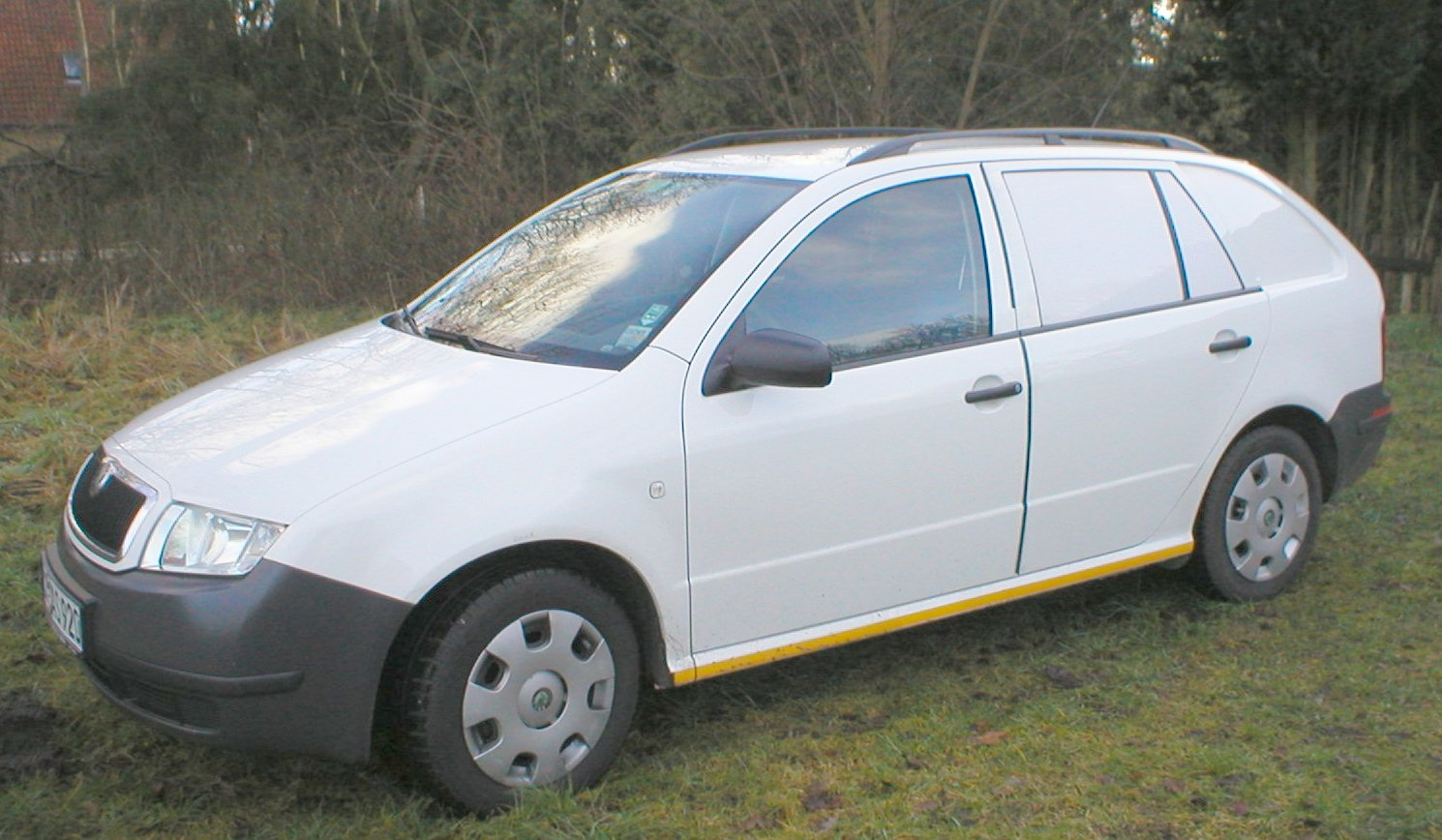
Škoda Fabia I Praktik
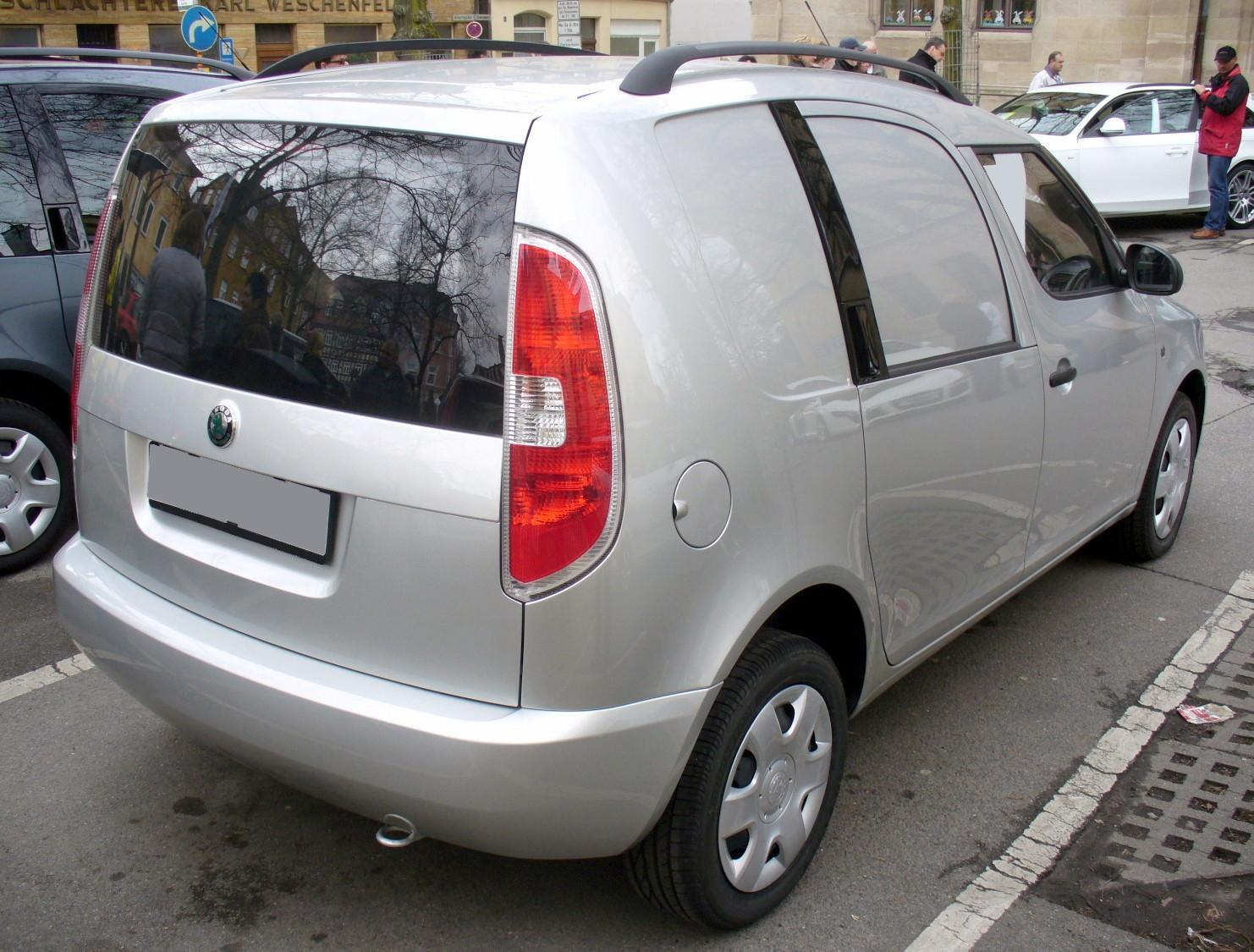
Škoda (Roomster) Praktik